# Lijst van gemeentelijke monumenten in Amsterdam-Zuid
Lijst met 295 gemeentelijke monumenten in stadsdeel Zuid.

## Museumkwartier
Gemeentelijke monumenten in het  Museumkwartier (postcodegebied 1071).
| Object                                                                      | Bouwjaar                             | Architect                                 | Locatie | Coördinaten                   | Nr.         | Afbeelding                                                                 |
| --------------------------------------------------------------------------- | ------------------------------------ | ----------------------------------------- | --- | ----------------------------- | ----------- | -------------------------------------------------------------------------- |
| Woonhuizen                                                                  | Circa 1895                           | Beirer, L.                                | Alexander Boersstraat 33-43                                                                                     | 52° 21' 31" NB, 4° 52' 38" OL | 0363/222035 | Woonhuizen                                                                 |
| Huize Loma                                                                  | 1913-1914                            | Warners, F.A.                             | De Lairessestraat 4-8                                                                                           | 52° 21' 19" NB, 4° 52' 38" OL | 0363/222089 | Huize Loma                                                                 |
| Huize Zonnehoek. Appartementen in traditioneel bouwen-stijl                 | 1915                                 | Warners, F.A.                             | Cornelis Schuytstraat 55, De Lairessestraat 88-92                                                               | 52° 21' 14" NB, 4° 52' 21" OL | 0363/222028 | Huize Zonnehoek. Appartementen in traditioneel bouwen-stijl                |
| Woonhuizen in Berlagiaanse invloeden kenmerken art-nouveaustijl             | 1909                                 | Lippits, M.J.E.                           | Frans van Mierisstraat 102-128, Jacob Obrechtstraat 76-90 (even) en 79-83 (oneven), Nicolaas Maesstraat 125-135 | 52° 21' 13" NB, 4° 52' 40" OL | 0363/222046 | Woonhuizen in Berlagiaanse invloeden kenmerken art-nouveaustijl            |
| Dagteeken- en Kunstambachtsschool voor Meisjes School in rationalisme-stijl | 1908                                 | Berlage, H.P                              | Gabriël Metsustraat 16                                                                                          | 52° 21' 21" NB, 4° 52' 55" OL | 0363/200148 | Dagteeken- en Kunstambachtsschool voor MeisjesSchool in rationalisme-stijl |
| Nieuwe Huishoudschool. School in rationalisme-stijl                         | 1907                                 | Leliman, J.H.W.                           | Gabriël Metsustraat 8                                                                                           | 52° 21' 21" NB, 4° 52' 52" OL | 0363/222123 | Nieuwe Huishoudschool. School in rationalisme-stijl                        |
| Clubhuis Roei- en Zeilvereniging De Amstel                                  | 1953-1955                            | Staal, A.                                 | Hobbemakade 122-123                                                                                             | 52° 20' 58" NB, 4° 53' 9" OL  | 0363/222113 | Meer afbeeldingen                                                          |
| Villa in traditioneel bouwen-stijl                                          | 1913                                 | Cuypers, J.Th.J.                          | Hobbemastraat 20                                                                                                | 52° 21' 31" NB, 4° 53' 6" OL  | 0363/222037 | Villa in traditioneel bouwen-stijl                                         |
| Woonhuizen in Traditioneel bouwen invloed art-nouveaustijl                  | 1900                                 | Kuipers, R.                               | Honthorststraat 2a-16, Jan Luijkenstraat 11, Paulus Potterstraat 10                                             | 52° 21' 34" NB, 4° 52' 54" OL | 0363/222056 | Woonhuizen in Traditioneel bouwen invloed art-nouveaustijl                 |
| Woonhuis                                                                    | 1906                                 | Lippits, M.J.E.                           | Honthorststraat 30                                                                                              | 52° 21' 28" NB, 4° 53' 5" OL  | 0363/222080 | Woonhuis                                                                   |
| Woningen                                                                    | 1913                                 | Kok, A.A. Hulshoff, A.R.                  | Honthorststraat 40, Pieter de Hoochstraat 2                                                                     | 52° 21' 28" NB, 4° 53' 7" OL  | 0363/222082 | Woningen                                                                   |
| Woonhuizen in vroeg-Amsterdamse School-stijl                                | Circa 1917                           | Van Niftrik, P.H.                         | J.J. Viottastraat 36-44                                                                                         | 52° 21' 11" NB, 4° 52' 18" OL | 0363/222152 | Meer afbeeldingen                                                          |
| Onderstation van het Gemeentelijk Energie Bedrijf en woning                 | 1917 (onderstation) en 1925 (woning) | Dienst der Publieke Werken                | Jacob Obrechtplein 1-3                                                                                          | 52° 21' 11" NB, 4° 52' 40" OL | 0363/222016 | Onderstation van het Gemeentelijk Energie Bedrijf en woning                |
| Woonhuis in traditioneel bouwen-stijl                                       | 1896                                 | Beirer, L.                                | Jan Luijkenstraat 22-26                                                                                         | 52° 21' 37" NB, 4° 52' 59" OL | 0363/222052 | Woonhuis in traditioneel bouwen-stijl                                      |
| Woonhuizen in art-nouveaustijl                                              | 1897                                 | Van Arkel, G.A.                           | Jan Luijkenstraat 28-30                                                                                         | 52° 21' 37" NB, 4° 52' 58" OL | 0363/222048 | Woonhuizen in art-nouveaustijl                                             |
| Woonhuis in traditioneel bouwen-stijl met berlagiaanse invloed              | 1902                                 | Bonda, H.                                 | Jan Luijkenstraat 29-33                                                                                         | 52° 21' 34" NB, 4° 52' 49" OL | 0363/222030 | Woonhuis in traditioneel bouwen-stijl met berlagiaanse invloed             |
| Woningen                                                                    | 1912                                 | Heineke, D.                               | Johannes Vermeerplein 1-5, Johannes Vermeerstraat 55                                                            | 52° 21' 21" NB, 4° 53' 3" OL  | 0363/222088 | Woningen                                                                   |
| Zes herenhuizen met dubbele woning                                          | 1901                                 | Roest, E.A.C.                             | Gabriël Metsustraat 20, Moreelsestraat 21                                                                       | 52° 21' 19" NB, 4° 52' 56" OL | 0363/222138 | Zes herenhuizen met dubbele woning                                         |
| Woningen                                                                    | 1910                                 | Lippits, M.J.E.                           | Moreelsestraat 4-10, Nicolaas Maesstraat 46-48                                                                  | 52° 21' 19" NB, 4° 52' 54" OL | 0363/222083 | Woningen                                                                   |
| Museumbrug (brug 82), over Singelgracht                                     | 1877                                 | Dienst der Publieke Werken                | Museumstraat | 52° 21' 39" NB, 4° 53' 11" OL | 0363/200840 | Meer afbeeldingen                                                          |
| School                                                                      | 1910-1911 en 1934                    | Cuypers, J.Th.J.                          | Hobbemakade 51, 52 en 54, Pieter de Hoochstraat 59                                                              | 52° 21' 20" NB, 4° 53' 10" OL | 0363/222118 | School                                                                     |
| Woonhuis                                                                    | 1902                                 | Baanders, H.H.                            | Paulus Potterstraat 40-42                                                                                       | 52° 21' 31" NB, 4° 52' 47" OL | 0363/222029 | Woonhuis                                                                   |
| Woonhuis in eclecticisme-stijl                                              | 1873 / 1897 / 1912                   | Hamer, W., Arkel, G.A. van, Jacot, A.     | Pieter Cornelisz. Hooftstraat 183, Van Eeghenlaan 21                                                            | 52° 21' 31" NB, 4° 52' 32" OL | 0363/222055 | Meer afbeeldingen                                                          |
| Appartementencomplex                                                        | 1913                                 | Stuyt, J.                                 | Pieter de Hoochstraat 20-22, Teniersstraat 5                                                                    | 52° 21' 24" NB, 4° 53' 6" OL  | 0363/222084 | Appartementencomplex                                                       |
| Twee woningen                                                               | 1913                                 | Hulshoff, A.R. en Kok, A.A.               | Pieter de Hoochstraat 30-32                                                                                     | 52° 21' 23" NB, 4° 53' 6" OL  | 0363/222085 | Twee woningen                                                              |
| School in eclecticisme-stijl                                                | 1911                                 | Jongh, P. de                              | Pieter de Hoochstraat 80                                                                                        | 52° 21' 19" NB, 4° 53' 6" OL  | 0363/222139 | Meer afbeeldingen                                                          |
| Gemeentelijk Lyceum voor Meisjes                                            | 1925                                 | Dienst der Publieke Werken (Lansdorp, N.) | Reijnier Vinkeleskade 62                                                                                        | 52° 21' 8" NB, 4° 52' 35" OL  | 0363/222128 | Meer afbeeldingen                                                          |
| Woonhuizen in traditioneel bouwen invloed chaletstijl                       | 1901                                 | Roest, E.A.C.                             | Frans van Mierisstraat 50, Van Baerlestraat 136-146                                                             | 52° 21' 16" NB, 4° 52' 51" OL | 0363/222049 | Woonhuizen in traditioneel bouwen invloed chaletstijl                      |
| Brandweerkazerne in neorenaissancestijl                                     | 1890                                 | Gemeente Nieuwer-Amstel                   | Van Baerlestraat 35-37                                                                                          | 52° 21' 22" NB, 4° 52' 49" OL | 0363/222103 | Brandweerkazerne in neorenaissancestijl                                    |
| Woonhuizen in traditioneel bouwen met art-nouveau-detaillering              | Circa 1900                           | Hartkamp jr., J.W.F.                      | Van Breestraat 14-18                                                                                            | 52° 21' 26" NB, 4° 52' 38" OL | 0363/222039 | Woonhuizen in traditioneel bouwen met art-nouveau-detaillering             |
| Woonhuizen in traditioneel bouwen met klassieke invloeden                   | Circa 1910                           | Van der Eyk, E. en De Waal, J.A.          | Van Breestraat 71-77                                                                                            | 52° 21' 23" NB, 4° 52' 29" OL | 0363/222042 | Woonhuizen in traditioneel bouwen met klassieke invloeden                  |
| Woonhuis met laatgotische kenmerken                                         | 1899                                 | Ingenohl, J.                              | Van Eeghenstraat 103                                                                                            | 52° 21' 26" NB, 4° 52' 19" OL | 0363/222099 | Meer afbeeldingen                                                          |
| Woonhuis in classicistische stijl                                           |                                      | Schill, Th.G. en Haverkamp, D.H.          | Van Eeghenstraat 114-130                                                                                        | 52° 21' 23" NB, 4° 52' 7" OL  | 0363/222092 | Meer afbeeldingen                                                          |
| Winkel-woonhuizen in eclecticisme-stijl                                     | 1895                                 | Koekkoek, F.H.                            | Van Eeghenstraat 59-63 Jacob Obrechtstraat 4                                                                    | 52° 21' 27" NB, 4° 52' 27" OL | 0363/222058 | Winkel-woonhuizen in eclecticisme-stijl                                    |
| Villa in neoromantiek-stijl met berlagiaanse invloeden                      | 1900                                 | Sanders, Th.                              | Van Eeghenstraat 76-78                                                                                          | 52° 21' 27" NB, 4° 52' 21" OL | 0363/222041 | Meer afbeeldingen                                                          |
| Woonhuis                                                                    | 1913                                 | Hulshoff, A.R. en Kok, A.A.               | Van Miereveldstraat 5                                                                                           | 52° 21' 23" NB, 4° 52' 59" OL | 0363/222086 | Woonhuis                                                                   |
| Driedubbel herenhuis                                                        | 1913                                 | Hulshoff, A.R. en Kok, A.A.               | Van Miereveldstraat 7-11                                                                                        | 52° 21' 22" NB, 4° 52' 59" OL | 0363/222087 | Driedubbel herenhuis                                                       |
| Woonhuizen in traditioneel bouwen met art-nouveau-detaillering              | 1905                                 | Draijer, J. (vermoedelijk)                | Vossiusstraat 21-32                                                                                             | 52° 21' 38" NB, 4° 52' 48" OL | 0363/222047 | Meer afbeeldingen                                                          |
| Blindeninstituut in eclecticisme-stijl                                      | 1885                                 | Salm, A. en Salm, G.B.                    | Vossiusstraat 56-74A                                                                                            | 52° 21' 35" NB, 4° 52' 35" OL | 0363/222059 | Meer afbeeldingen                                                          |
| Woonhuis in eclecticisme-stijl                                              | 1890                                 | Klinkhamer, J.F.                          | Willemsparkweg 101-103                                                                                          | 52° 21' 24" NB, 4° 52' 25" OL | 0363/222051 | Woonhuis in eclecticisme-stijl                                             |
| Woonhuis in eclecticisme-stijl                                              | Circa 1890                           | Wigman, H.J.                              | Willemsparkweg 25-27                                                                                            | 52° 21' 27" NB, 4° 52' 38" OL | 0363/222053 | Woonhuis in eclecticisme-stijl                                             |
| Woonhuizen in eclecticisme-stijl                                            | 1885                                 | Wigman, H.J.                              | Willemsparkweg 29-35                                                                                            | 52° 21' 27" NB, 4° 52' 37" OL | 0363/222032 | Woonhuizen in eclecticisme-stijl                                           |
| Woonhuizen in verstrakte Amsterdamse School-stijl                           | 1920                                 | Van der Mey, J.                           | Hondecoeterstraat 4-8                                                                                           | 52° 21' 17" NB, 4° 52' 40" OL | 0363/222159 | Meer afbeeldingen                                                          |

## De Pijp
Gemeentelijke monumenten in de Pijp: Oude Pijp, Nieuwe Pijp,  Diamantbuurt (postcodes 1072-1074).

### Oude Pijp
Hier conform de gemeentelijke indeling gedefinieerd als het deel van de Pijp ten noorden van de Ceintuurbaan (buurtcombinatie K24).
| Object                                                                        | Bouwjaar       | Architect                                     | Locatie                                                                    | Coördinaten                   | Nr.         | Afbeelding                                                                    |
| ----------------------------------------------------------------------------- | -------------- | --------------------------------------------- | -------------------------------------------------------------------------- | ----------------------------- | ----------- | ----------------------------------------------------------------------------- |
| Moppesgebouw                                                                  | 1888-1890      | Meijer, J.W. en G.W.                          | Albert Cuypstraat 2-6                                                      | 52° 21' 16" NB, 4° 53' 15" OL | 0363/222105 | Moppesgebouw                                                                  |
| Openbare Muziekschool                                                         | 1882           | Van Niftrik, J.G.                             | Eerste Jacob van Campenstraat 59, Ferdinand Bolstraat 8E                   | 52° 21' 27" NB, 4° 53' 26" OL | 0363/222135 | Openbare Muziekschool                                                         |
| Brandweerkazerne, politiebureau                                               | 1881           | Dienst der Publieke Werken                    | Ferdinand Bolstraat 8                                                      | 52° 21' 28" NB, 4° 53' 26" OL | 0363/222062 | Meer afbeeldingen                                                             |
| Etagewoningen in eclecticisme-stijl                                           | 1874           | Schutte, J.F.                                 | Ruysdaelkade 11-25                                                         | 52° 21' 32" NB, 4° 53' 14" OL | 0363/222077 | Etagewoningen in eclecticisme-stijl                                           |
| Rioolgemaal in verstrakte Amsterdamse School-stijl                            | 1925           | Dienst der Publieke Werken (Hulshoff, A.R.)   | Ruysdaelkade 2-4                                                           | 52° 21' 34" NB, 4° 53' 15" OL | 0363/200448 | Rioolgemaal in verstrakte Amsterdamse School-stijl                            |
| Woonhuis                                                                      | 1876           | Deenik, Z. en Zn.                             | Ruysdaelkade 43                                                            | 52° 21' 30" NB, 4° 53' 14" OL | 0363/222076 | Woonhuis                                                                      |
| Woonhuizen                                                                    | 1879-1880      | Pleiter, H.                                   | Stadhouderskade 47-49 Ruysdaelkade 3-5                                     | 52° 21' 33" NB, 4° 53' 16" OL | 0363/222078 | Woonhuizen                                                                    |
| Woningen, school in eclecticisme-stijl                                        | 1880           | Bleijs, A.                                    | Stadhouderskade 60-60a                                                     | 52° 21' 31" NB, 4° 53' 20" OL | 0363/222120 | Woningen, school in eclecticisme-stijl                                        |
| Woningen (gestapeld) in eclecticisme-stijl met neo-Lodewijk XVI-details       | 1877           | Bijvoets, I.G.                                | Stadhouderskade 68-71                                                      | 52° 21' 29" NB, 4° 53' 23" OL | 0363/200502 | Woningen (gestapeld) in eclecticisme-stijl met neo-Lodewijk XVI-details       |
| Buiten-Amstelkerk                                                             | 1892           | onbekend                                      | Albert Cuypstraat 182 Govert Flinckstraat 191-193                          | 52° 21' 21" NB, 4° 53' 43" OL | 0363/222142 | Buiten-Amstelkerk                                                             |
| Boksschool Albert Cuyp                                                        | 1890           | Dienst der Publieke Werken                    | Albert Cuypstraat 241 Eerste Sweelinckstraat                               | 52° 21' 24" NB, 4° 53' 51" OL | 0363/222124 | Boksschool Albert Cuyp                                                        |
| De Punt. Strak en eenvoudig neoclassicisme-stijl                              | 1877           | Stapelkamp, W.                                | Gerard Doustraat 129 t/m 137 (oneven) en Quellijnstraat 152 t/m 156 (even) | 52° 21' 23" NB, 4° 53' 42" OL | 0363/222065 | De Punt. Strak en eenvoudig neoclassicisme-stijl                              |
| Stadsbank van lening                                                          | 1885           | Hamer, W.                                     | Gerard Doustraat 156 Albert Cuypstraat 181                                 | 52° 21' 22" NB, 4° 53' 40" OL | 0363/222066 | Stadsbank van lening                                                          |
| Voormalige rijtuigfabriek van de gebroeders Spijker                           | omstreeks 1885 | onbekend                                      | Gerard Doustraat 175-181                                                   | 52° 21' 26" NB, 4° 53' 51" OL | 0363/222064 | Voormalige rijtuigfabriek van de gebroeders Spijker                           |
| Vm. Atelierwoning                                                             | 1871           | onbekend                                      | Gerard Doustraat 183                                                       |                               | 0363/200153 | Vm. Atelierwoning                                                             |
| Tandartsencentrum, voormalige school                                          | ca. 1882       | Dienst der Publieke Werken                    | Gerard Doustraat 220                                                       | 52° 21' 24" NB, 4° 53' 49" OL | 0363/222121 | Tandartsencentrum, voormalige school                                          |
| School                                                                        | 1882-1883      | Dienst der Publieke Werken                    | Govert Flinckstraat 286 Eerste Sweelinckstraat 22                          | 52° 21' 22" NB, 4° 53' 51" OL | 0363/222119 | School                                                                        |
| Gemaalhuis Sarphatipark                                                       | 1884           | Dienst der Publieke Werken (Van Niftrik, J.?) | Sarphatipark 18H                                                           | 52° 21' 15" NB, 4° 53' 41" OL | 0363/222153 | Meer afbeeldingen                                                             |
| Woonhuis in eclecticisme-stijl                                                | 1884-1885      | Van Dijk, P. en Breek, P.C.                   | Sarphatipark 1-3 Eerste van der Helststraat 65-67                          | 52° 21' 17" NB, 4° 53' 38" OL | 0363/200095 | Woonhuis in eclecticisme-stijl                                                |
| Woonhuizen in eclecticisme-stijl                                              | 1887           | Stokvis, J.A.                                 | Sarphatipark 5-7                                                           | 52° 21' 17" NB, 4° 53' 38" OL | 0363/200096 | Woonhuizen in eclecticisme-stijl                                              |
| Woonhuizen in eclecticisme-stijl                                              | 1890           | Dijker, L. ?                                  | Sarphatipark 9                                                             | 52° 21' 17" NB, 4° 53' 39" OL | 0363/222158 | Woonhuizen in eclecticisme-stijl                                              |
| Woonhuizen in eclecticisme-stijl                                              | 1890           | Dijker, L. ?                                  | Sarphatipark 11-17                                                         | 52° 21' 17" NB, 4° 53' 39" OL | 0363/200097 | Woonhuizen in eclecticisme-stijl                                              |
| Woonhuizen in eclecticisme-stijl                                              | 1890           | Dijker, L. ?                                  | Sarphatipark 19-21 (nr. 19 afgebeeld)                                      | 52° 21' 17" NB, 4° 53' 41" OL | 0363/200098 | Woonhuizen in eclecticisme-stijl                                              |
| Woonhuizen in eclecticisme-stijl                                              | 1890           | Dijker, L. ?                                  | Sarphatipark 23-33                                                         | 52° 21' 18" NB, 4° 53' 42" OL | 0363/200099 | Woonhuizen in eclecticisme-stijl                                              |
| Woonhuizen in eclecticisme-stijl                                              | 1888           | Schroot, M. en A.C. Schroot                   | Sarphatipark 35-37                                                         | 52° 21' 18" NB, 4° 53' 43" OL | 0363/200100 | Woonhuizen in eclecticisme-stijl                                              |
| Woonhuizen in eclecticisme-stijl                                              | 1888           | Armt, W. en Heuvelink, G.                     | Sarphatipark 39-41 (nr. 41 afgebeeld)                                      | 52° 21' 18" NB, 4° 53' 44" OL | 0363/200101 | Woonhuizen in eclecticisme-stijl                                              |
| Woonhuizen in eclecticisme-stijl                                              | 1887           | Van Dijk, P. en Breek, P.C.                   | Sarphatipark 43-45                                                         | 52° 21' 18" NB, 4° 53' 45" OL | 0363/200102 | Woonhuizen in eclecticisme-stijl                                              |
| Woonhuizen in eclecticisme-stijl                                              | 1887           | Kiks, F.H. en B.G.J. Bos                      | Sarphatipark 47-49                                                         | 52° 21' 18" NB, 4° 53' 45" OL | 0363/200103 | Woonhuizen in eclecticisme-stijl                                              |
| Woonhuizen in eclecticisme-stijl                                              | 1887-1888      | Bos, B.G.J.                                   | Sarphatipark 51                                                            | 52° 21' 18" NB, 4° 53' 46" OL | 0363/200290 | Woonhuizen in eclecticisme-stijl                                              |
| Woonhuis in eclecticisme-stijl                                                | 1887-1888      | Bos, B.G.J.                                   | Sarphatipark 53                                                            | 52° 21' 19" NB, 4° 53' 46" OL | 0363/200291 | Woonhuis in eclecticisme-stijl                                                |
| Woonhuizen in eclecticisme-stijl                                              | 1887-1888      | Kam, P.J. de                                  | Sarphatipark 55                                                            | 52° 21' 19" NB, 4° 53' 47" OL | 0363/200292 | Woonhuizen in eclecticisme-stijl                                              |
| Woonhuizen in eclecticisme-stijl                                              | 1887-1888      | Kam, P.J. de                                  | Sarphatipark 57                                                            | 52° 21' 19" NB, 4° 53' 47" OL | 0363/200293 | Woonhuizen in eclecticisme-stijl                                              |
| Etagewoningen in eclecticisme-stijl                                           | 1888           | Herfst, S.P.                                  | Sarphatipark 59-61                                                         | 52° 21' 19" NB, 4° 53' 47" OL | 0363/200104 | Etagewoningen in eclecticisme-stijl                                           |
| Woningen (gestapeld) in eclecticisme-stijl                                    | 1895-1896      | Kam, P.J. de en L. Hartog                     | Sarphatipark 63                                                            | 52° 21' 19" NB, 4° 53' 48" OL | 0363/200294 | Woningen (gestapeld) in eclecticisme-stijl                                    |
| Woningen (gestapeld) in eclecticisme-stijl                                    | 1892-1893      | Nijman, W.J.                                  | Sarphatipark 65                                                            | 52° 21' 19" NB, 4° 53' 48" OL | 0363/200295 | Woningen (gestapeld) in eclecticisme-stijl                                    |
| Woonhuis in eclecticisme-stijl                                                | Circa 1890     | Van de Sluys Veer, J.A.                       | Sarphatipark 67                                                            | 52° 21' 19" NB, 4° 53' 48" OL | 0363/200296 | Woonhuis in eclecticisme-stijl                                                |
| Woningen (gestapeld) in eraditioneel bouwen-stijl                             | Circa 1930     | Hoogendorp, J.C.                              | Sarphatipark 69                                                            | 52° 21' 19" NB, 4° 53' 49" OL | 0363/200297 | Woningen (gestapeld) in eraditioneel bouwen-stijl                             |
| Woonhuis in neorenaissancestijl                                               | Circa 1890     | Van de Sluys Veer, J.A.                       | Sarphatipark 71-73                                                         | 52° 21' 19" NB, 4° 53' 49" OL | 0363/200105 | Woonhuis in neorenaissancestijl                                               |
| Woonhuizen in neorenaissancestijl                                             | 1891           | Van den Ban, J.                               | Sarphatipark 75-77                                                         | 52° 21' 19" NB, 4° 53' 49" OL | 0363/200106 | Woonhuizen in neorenaissancestijl                                             |
| Woonhuizen in sclecticisme-stijl met neo-Lodewijk XVI-details                 | 1887           | Vinkenvleugel, J.H.C.                         | Sarphatipark 79-83                                                         | 52° 21' 19" NB, 4° 53' 50" OL | 0363/200107 | Woonhuizen in sclecticisme-stijl met neo-Lodewijk XVI-details                 |
| Woningen (gestapeld) in eclecticisme-stijl                                    | 1888           | Armt, W. en Heuvelink, G.                     | Sarphatipark 85                                                            | 52° 21' 20" NB, 4° 53' 51" OL | 0363/200298 | Woningen (gestapeld) in eclecticisme-stijl                                    |
| Woningen (gestapeld) in eclecticisme-stijl                                    | 1888           | Armt, W. en Heuvelink, G.                     | Sarphatipark 87-89                                                         | 52° 21' 20" NB, 4° 53' 51" OL | 0363/200108 | Woningen (gestapeld) in eclecticisme-stijl                                    |
| Etagewoningen en winkel in eclecticisme-stijl                                 | 1886-1887      | Stokvis, J.A.                                 | Sarphatipark 91-95                                                         | 52° 21' 20" NB, 4° 53' 52" OL | 0363/200109 | Etagewoningen en winkel in eclecticisme-stijl                                 |
| Etagewoningen en winkel in eclecticisme-stijl                                 | 1886-1887      | Stokvis, J.A.                                 | Sarphatipark 97                                                            | 52° 21' 20" NB, 4° 53' 52" OL | 0363/200299 | Etagewoningen en winkel in eclecticisme-stijl                                 |
| Vm Rijkspostspaarbank in neoclassicisme-stijl                                 | Circa 1865     | Greef, B. de                                  | Stadhouderskade 115                                                        | 52° 21' 27" NB, 4° 53' 54" OL | 0363/200349 | Vm Rijkspostspaarbank in neoclassicisme-stijl                                 |
| Volkswoningbouw in eclecticisme-stijl                                         | Circa 1875     | Sanches, D.J.                                 | Eerste Van der Helststraat 1, Tweede Jacob van Campenstraat 2-86           | 52° 21' 26" NB, 4° 53' 36" OL | 0363/200439 | Volkswoningbouw in eclecticisme-stijl                                         |
| Woningen (gestapeld) in eclecticisme-stijl                                    | 1872           | Leliman, J.H.                                 | Tweede Jacob van Campenstraat 87-89                                        | 52° 21' 26" NB, 4° 53' 38" OL | 0363/222027 | Woningen (gestapeld) in eclecticisme-stijl                                    |
| Badhuis in eclecticisme-stijl met neo-Lodewijk XVI-details                    | 1882-1883      | Beretta, A.A.M.                               | Amsteldijk 25, Tweede Jan van der Heijdenstraat 109                        | 52° 21' 24" NB, 4° 54' 16" OL | 0363/222061 | Badhuis in eclecticisme-stijl met neo-Lodewijk XVI-details                    |
| Winkel/woonhuis                                                               | 1881           | Peereboom, P. Hzn.                            | Hemonystraat 22                                                            | 52° 21' 26" NB, 4° 54' 8" OL  | 0363/222155 | Winkel/woonhuis                                                               |
| Woonhuis in neorenaissancestijl                                               | 1881 / 1912    | Kramer, H.D. / W. Deenik ?                    | Hemonystraat 9                                                             | 52° 21' 29" NB, 4° 54' 8" OL  | 0363/222036 | Woonhuis in neorenaissancestijl                                               |
| Etagewoningen in eclecticisme-stijl met neorenaissance- en neobarok-elementen | 1882           | Haan, J. de                                   | Stadhouderskade 130-134                                                    | 52° 21' 28" NB, 4° 54' 2" OL  | 0363/222045 | Etagewoningen in eclecticisme-stijl met neorenaissance- en neobarok-elementen |
| Woonhuis in neorenaissancestijl                                               | 1884           | Wesseling, J.                                 | Stadhouderskade 160                                                        | 52° 21' 31" NB, 4° 54' 13" OL | 0363/222060 | Woonhuis in neorenaissancestijl                                               |
| Woonhuizen                                                                    | 1881           | Van den Berg, P.J. en Van der Sande, C.G.O.   | Tweede Jan Steenstraat 112-114                                             | 52° 21' 25" NB, 4° 54' 14" OL | 0363/222068 | Woonhuizen                                                                    |
| Woningen                                                                      | 1881-1882      | Van Houten, L.C.                              | Tweede Jan van der Heijdenstraat 94-96                                     | 52° 21' 23" NB, 4° 54' 15" OL | 0363/222069 | Woningen                                                                      |

### Nieuwe Pijp
Hier conform de gemeentelijke indeling gedefinieerd als het deel van de Pijp ten zuiden van de Ceintuurbaan (buurtcombinatie K25), plus een deel van de buurtcombinatie K26 (Diamantbuurt).
| Object                                                                                               | Bouwjaar       | Architect                                                | Locatie | Coördinaten                   | Nr.         | Afbeelding                                                            |
| --- | -------------- | -------------------------------------------------------- | --- | ----------------------------- | ----------- | --------------------------------------------------------------------- |
| Vredeskerk. Kerk en pastorie met neoromaanse stijlelementen, vermengd met Amsterdamse School-details | 1923-1924      | Bekkers, J.                                              | Pijnackerstraat 9, Vredeskerkplein 1 | 52° 21' 1" NB, 4° 53' 24" OL  | 0363/200461 | Meer afbeeldingen                                                     |
| Woonblok                                                                                             | 1923           | Van Baalen, A.                                           | Cornelis Troostplein 15-19, Karel du Jardinstraat 1-7, Lutmastraat 1-15 | 52° 21' 3" NB, 4° 53' 31" OL  | 0363/222023 | Woonblok                                                              |
| Twee blokken woonhuizen                                                                              | 1921-1922      | Stuyt, J.                                                | Ferdinand Bolstraat 402-460, Jozef Israëlskade 21-42, Pienemanstraat 1-63, Van Hilligaertstraat 144-294, Vincent van Goghstraat 100-200, 101-201                             | 52° 20' 55" NB, 4° 53' 28" OL | 0363/222003 | Twee blokken woonhuizen                                               |
| Woonblok                                                                                             | 1921-1922      | Lippits, M.J.E.                                          | Jozef Israëlskade 1-20, Ruysdaelkade 255-271, Pienemanstraat 2-44, Pienemanstraat 46-88, Van Hilligaertstraat 4-42, Vincent van Goghstraat 1-27, Vincent van Goghstraat 2-36 | 52° 20' 56" NB, 4° 53' 13" OL | 0363/222002 | Woonblok                                                              |
| Etagewoningen in rationalisme-stijl                                                                  | 1913 en 1918   | Hendrik Petrus Berlage Jop van Epen                      | Pieter Aertszstraat 22-28, Tolstraat 21-53 | 52° 21' 7" NB, 4° 53' 58" OL  | 0363/222034 | Meer afbeeldingen                                                     |
| Vm. Bakkerij met bovenbewoning                                                                       | 1907-1908      | Hartkamp jr., J.W.F. Hendrik Petrus Berlage Jop van Epen | Pieter Aertszstraat 60-64, Toldwarsstraat 1-7, Tolstraat 59 |                               | 0363/222073 | Meer afbeeldingen                                                     |
| Openbare kleuterschool                                                                               | 1916           | Dienst der Publieke Werken                               | Ruysdaelkade 215 | 52° 21' 4" NB, 4° 53' 13" OL  | 0363/222136 | Meer afbeeldingen                                                     |
| Atelierwoning, voormalig atelier P. Mondriaan                                                        | 1889-1890      | Heyink, J.                                               | Sarphatipark 42 | 52° 21' 11" NB, 4° 53' 42" OL | 0363/222067 | Upload foto                                                           |
| Woonhuis                                                                                             | 1890           | Wolbers, J.                                              | Sarphatipark 124 | 52° 21' 14" NB, 4° 53' 54" OL | 0363/222079 | Woonhuis                                                              |
| Oranjekerk                                                                                           | 1900-1903      | Posthumus Meyjes sr, C.B.                                | Van Ostadestraat 149-151 | 52° 21' 10" NB, 4° 53' 43" OL | 0363/200431 | Meer afbeeldingen                                                     |
| Afrikahuis                                                                                           | 1968/69        | Van Stigt, J.                                            | Van Ostadestraat 268-270 | 52° 21' 10" NB, 4° 53' 51" OL | 0363/222145 | Afrikahuis                                                            |
| Etagewoningen in verstrakte Amsterdamse School-stijl                                                 | 1921           | Gulden, Z. en Geldmaker, M.                              | Jozef Israëlskade 50-53, Lutmastraat 42-48 (even), Mesdagstraat 2-64 (even), Pastelstraat 1-8 (doorlopend), Tweede van der Helststraat 45-103 (oneven)                       | 52° 20' 54" NB, 4° 53' 45" OL | 0363/222012 | Etagewoningen in verstrakte Amsterdamse School-stijl                  |
| Woonhuis in eclecticisme-stijl met sterk neoclassicistische elementen                                | 1880           | Van Houten, L.C.                                         | Amsteldijk 37-38, Sint Willibrordusstraat 1A | 52° 21' 19" NB, 4° 54' 20" OL | 0363/222057 | Woonhuis in eclecticisme-stijl met sterk neoclassicistische elementen |
| Polderhuis                                                                                           | 1865           | onbekend                                                 | Rustenburgerstraat 8 | 52° 21' 15" NB, 4° 54' 21" OL | 0363/200443 | Polderhuis                                                            |
| Woonhuis                                                                                             | omstreeks 1885 | onbekend                                                 | Sint Willibrordusstraat 1 | 52° 21' 19" NB, 4° 54' 19" OL | 0363/222071 | Woonhuis                                                              |
| Woonhuis                                                                                             | 1885           | onbekend                                                 | Sint Willibrordusstraat 3-13 | 52° 21' 18" NB, 4° 54' 17" OL | 0363/222070 | Woonhuis                                                              |
| Bedrijfspand                                                                                         | 1906           | Cruijff, R. jr.                                          | Sint Willibrordusstraat 41-43 | 52° 21' 17" NB, 4° 54' 12" OL | 0363/222072 | Bedrijfspand                                                          |

### Diamantbuurt
Gemeentelijke monumenten in de  Diamantbuurt ten oosten van de Van Woustraat.
| Object                                                               | Bouwjaar    | Architect                    | Locatie                           | Coördinaten                   | Nr.         | Afbeelding        |
| -------------------------------------------------------------------- | ----------- | ---------------------------- | --------------------------------- | ----------------------------- | ----------- | ----------------- |
| Etagewoningen in eclecticisme-stijl met veel neorenaissance-motieven | 1874 / 1887 | Leliman, J.H. / Cuypers, Ed. | Amsteldijk 75-78                  | 52° 21' 10" NB, 4° 54' 28" OL | 0363/222040 | Meer afbeeldingen |
| Woonhuizen                                                           | 1893        | Cuypers, Ed.                 | Amsteldijk 79-80, Lutmastraat 271 | 52° 21' 9" NB, 4° 54' 29" OL  | 0363/222074 | Woonhuizen        |
| Woonhuis                                                             | 1941        | Castelein, C.T.              | Amsteldijk 86                     | 52° 21' 8" NB, 4° 54' 30" OL  | 0363/222111 | Meer afbeeldingen |
| Woonhuizen                                                           | 1889-1891   | van Gendt, A.L.              | Lutmastraat 258-266 (even)        | 52° 21' 9" NB, 4° 54' 27" OL  | 0363/222101 | Meer afbeeldingen |
| Woonhuizen                                                           | 1889-1891   | van Gendt, A.L.              | Lutmastraat 263-269 (oneven)      | 52° 21' 9" NB, 4° 54' 27" OL  | 0363/222101 | Meer afbeeldingen |
| Woonhuizen                                                           | 1889-1891   | van Gendt, A.L.              | Tolstraat 136-142                 | 52° 21' 9" NB, 4° 54' 18" OL  | 0363/222102 | Woonhuizen        |
| School                                                               | 1920        | Dienst der Publieke Werken   | Smaragdplein 3-5                  | 52° 21' 3" NB, 4° 54' 19" OL  | 0363/222134 | School            |

#### Diamantbuurt - Van Epen
De door architect Jop van Epen voor de Algemene Woningbouw Vereniging ontworpen woningen in de Diamantbuurt zijn allemaal gemeentelijke monumenten.
| Object                                               | Bouwjaar | Architect      | Locatie | Coördinaten                  | Nr.         | Afbeelding                                           |
| ---------------------------------------------------- | -------- | -------------- | --- | ---------------------------- | ----------- | ---------------------------------------------------- |
| Etagewoningen in verstrakte Amsterdamse School-stijl | 1924     | Van Epen, J.C. | Amsteldijk 90-107, Jozef Israëlskade 458-469, Saffierstraat 77 en 83, Smaragdstraat 74-104 (even) en 105-135 (oneven)               | 52° 21' 6" NB, 4° 54' 31" OL | 0363/200015 | Etagewoningen in verstrakte Amsterdamse School-stijl |
| Etagewoningen in verstrakte Amsterdamse School-stijl | 1924     | Van Epen, J.C. | Jozef Israëlskade 450-457, Saffierstraat 51-109                                                                                     | 52° 21' 2" NB, 4° 54' 33" OL | 0363/200016 | Etagewoningen in verstrakte Amsterdamse School-stijl |
| Etagewoningen in verstrakte Amsterdamse School-stijl | 1925     | Van Epen, J.C. | Diamantstraat 109-139, Saffierstraat 182-228, Saffierstraat 70-180, Smaragdstraat 1-103                                             | 52° 21' 4" NB, 4° 54' 23" OL | 0363/200006 | Etagewoningen in verstrakte Amsterdamse School-stijl |
| Etagewoningen in verstrakte Amsterdamse School-stijl | 1921     | Van Epen, J.C. | Diamantstraat 141-205, Jozef Israëlskade 414-449, Saffierstraat 230-294, Smaragdstraat 2-72, Topaasstraat 1-65 (oneven) 2-66 (even) | 52° 21' 1" NB, 4° 54' 24" OL | 0363/200013 | Etagewoningen in verstrakte Amsterdamse School-stijl |

## Willemsparkbuurt
Gemeentelijke monumenten in de buurt  Willemspark (postcode 1075).
| Object                                                     | Bouwjaar   | Architect                          | Locatie                                                                                       | Coördinaten                   | Nr.         | Afbeelding                                                 |
| ---------------------------------------------------------- | ---------- | ---------------------------------- | --------------------------------------------------------------------------------------------- | ----------------------------- | ----------- | ---------------------------------------------------------- |
| School                                                     | 1913       | Dienst der Publieke Werken         | Dufaystraat 19                                                                                | 52° 21' 11" NB, 4° 52' 7" OL  | 0363/222137 | School                                                     |
| Woonhuizen in traditioneel bouwen-stijl                    | 1884       | van Gendt, A.L.                    | Koninginneweg 178-182, Sophialaan 17-19                                                       | 52° 21' 9" NB, 4° 51' 34" OL  | 0363/222038 | Woonhuizen in traditioneel bouwen-stijl                    |
| Villa                                                      | 1910-1911  | de Bazel, K.P.C.                   | Koninginneweg 20                                                                              | 52° 21' 17" NB, 4° 52' 3" OL  | 0363/222093 | Upload foto                                                |
| Woonhuizen                                                 | 1902-1903  | Herman, J.                         | Koninginneweg 24-26                                                                           | 52° 21' 16" NB, 4° 52' 3" OL  | 0363/222094 | Woonhuizen                                                 |
| Woonhuizen                                                 | 1905       | Sijsling, T.D.                     | Koninginneweg 33-35                                                                           | 52° 21' 17" NB, 4° 52' 5" OL  | 0363/222100 | Upload foto                                                |
| Woonhuizen                                                 | 1912       | Van Dijk, P.                       | Koninginneweg 42-48                                                                           | 52° 21' 15" NB, 4° 51' 56" OL | 0363/222044 | Woonhuizen                                                 |
| Blok van zes woningen                                      | 1916       | Groenendijk, Th. en Lammers, Th.J. | Koninginneweg 50-54                                                                           | 52° 21' 14" NB, 4° 51' 53" OL | 0363/222095 | Blok van zes woningen                                      |
| Blok van zes woningen                                      | 1916       | Groenendijk, Th. en Lammers, Th.J. | Koninginneweg 56-60                                                                           | 52° 21' 14" NB, 4° 51' 53" OL | 0363/222096 | Upload foto                                                |
| Woonhuis                                                   | Circa 1910 | Van Rossem, J.P.F. en Vuyk, W.J.   | Koningslaan 26-30                                                                             | 52° 21' 19" NB, 4° 51' 52" OL | 0363/200505 | Upload foto                                                |
| Woonhuis                                                   | 1913       | Bührs, H.B.A. en De Groot, G.      | Koningslaan 31-33                                                                             | 52° 21' 19" NB, 4° 51' 45" OL | 0363/222031 | Upload foto                                                |
| Woonhuizen in traditioneel bouwen met landelijke invloeden | 1912       | Crouwel, J.                        | Koningslaan 32-38                                                                             | 52° 21' 20" NB, 4° 51' 50" OL | 0363/200506 | Woonhuizen in traditioneel bouwen met landelijke invloeden |
| Villa                                                      | 1905-1907  | Van Rossem, J.P.F. en Vuyk, W.J.   | Koningslaan 50-52                                                                             | 52° 21' 20" NB, 4° 51' 44" OL | 0363/222033 | Villa                                                      |
| Woonhuizen                                                 | 1915       | Jacot, A.                          | Oranje Nassaulaan 18-20                                                                       | 52° 21' 16" NB, 4° 51' 37" OL | 0363/222090 | Woonhuizen                                                 |
| Woonhuis in traditionalisme-stijl                          | 1914-1915  | Warners, F.A.                      | Prins Hendriklaan 3-5                                                                         | 52° 21' 16" NB, 4° 51' 55" OL | 0363/222026 | Woonhuis in traditionalisme-stijl                          |
| Dubbel herenhuis                                           | 1911       | Bührs, H.B.A. en De Groot, G.      | Prins Hendriklaan 7-13                                                                        | 52° 21' 15" NB, 4° 51' 53" OL | 0363/222091 | Dubbel herenhuis                                           |
| Woonhuizen in traditioneel bouwen-stijl                    | 1910-1911  | Kermer, H.                         | Saxen-Weimarlaan 10-12a                                                                       | 52° 21' 14" NB, 4° 51' 23" OL | 0363/222050 | Woonhuizen in traditioneel bouwen-stijl                    |
| Villa in traditioneel bouwen landelijke invloeden          | 1919       | Baanders, H.A.J. en Baanders, J.   | Sophialaan 18                                                                                 | 52° 21' 10" NB, 4° 51' 33" OL | 0363/222054 | Upload foto                                                |
| Driedubbele villa                                          | 1913       | Baanders, H.A.J.                   | Waldeck Pyrmontlaan 13-17                                                                     | 52° 21' 13" NB, 4° 51' 28" OL | 0363/222043 | Upload foto                                                |
| Voormalige Handelsschool                                   | 1912       | Breman, E.                         | Waldeck Pyrmontlaan 23                                                                        | 52° 21' 11" NB, 4° 51' 28" OL | 0363/222141 | Upload foto                                                |
| Woonblok                                                   | 1925-1926  | Rutgers, G.J.                      | Cornelis Krusemanstraat 1-15, Okeghemstraat 29-43, Pieter Lastmankade 1-8, Valeriusterras 2-7 | 52° 21' 5" NB, 4° 51' 49" OL  | 0363/222014 | Woonblok                                                   |

## Schinkelbuurt
Gemeentelijke monumenten in de Schinkelbuurt (postcode 1075).
| Object                     | Bouwjaar  | Architect                    | Locatie                                                                       | Coördinaten                   | Nr.         | Afbeelding                 |
| -------------------------- | --------- | ---------------------------- | ----------------------------------------------------------------------------- | ----------------------------- | ----------- | -------------------------- |
| Schinkelhaven, flatcomplex | 1955      | Göbel, J.F.A. en den Hartog  | Amstelveenseweg 106-120                                                       | 52° 21' 19" NB, 4° 51' 18" OL | 0363/222115 | Schinkelhaven, flatcomplex |
| Eerste Patrimonium-blok    | 1912-1918 | Ingwersen, A. en Kuipers, T. | Baarsstraat 50-96, Schinkelkade 71-86, Vaartstraat 101-259, Vlietstraat 2-168 | 52° 20' 60" NB, 4° 51' 16" OL | 0363/222106 | Eerste Patrimonium-blok    |

## Hoofddorppleinbuurt
Gemeentelijke monumenten in de Hoofddorppleinbuurt (postcodes 1058-1059).
| Object                                                                            | Bouwjaar              | Architect                                                            | Locatie | Coördinaten                   | Nr.         | Afbeelding                                                                        |
| --------------------------------------------------------------------------------- | --------------------- | -------------------------------------------------------------------- | --- | ----------------------------- | ----------- | --------------------------------------------------------------------------------- |
| Voormalig schoolgebouw                                                            | 1931/1932             | Op 't Land, J.                                                       | Floris Versterstraat 10 | 52° 21' 22" NB, 4° 51' 4" OL  | 0363/222126 | Voormalig schoolgebouw                                                            |
| Woningen in Amsterdamse School-stijl                                              | 1930                  | Van der Mey, J.M.                                                    | Haarlemmermeerstraat 117-147 (oneven) en 118-146 (even), Weissenbruchstraat 29-43                                                     | 52° 21' 11" NB, 4° 51' 2" OL  | 0363/222008 | Upload foto                                                                       |
| Woningen in Amsterdamse School-stijl                                              | 1931-1932             | Baanders, H.A.J. en Baanders, J.                                     | Haarlemmermeerstraat 79-115 (oneven) en 80-116 (even), Theophile de Bockstraat 17-33, Weissenbruchstraat 16-28                        | 52° 21' 15" NB, 4° 51' 2" OL  | 0363/222007 | Upload foto                                                                       |
| Woonhuizen in verstrakte Amsterdamse School-stijl met classicisme-invloed         | 1931                  | Roodenburgh, J.                                                      | Legmeerstraat 2-40 (even) en 1-37 (oneven), Theophile de Bockstraat 5-15, Weissenbruchstraat 8-14 (even) en Legmeerplein 1-5 (oneven) | 52° 21' 16" NB, 4° 51' 5" OL  | 0363/222006 | Meer afbeeldingen                                                                 |
| Drie huizen van één bouwlaag met kap, pre-stedelijke bebouwing                    | 1882 en ongeveer 1900 | onbekend                                                             | Sloterkade 142-144 | 52° 21' 6" NB, 4° 51' 8" OL   | 0363/222098 | Drie huizen van één bouwlaag met kap, pre-stedelijke bebouwing                    |
| Woningen en winkels met holle curve aan de Hoofddorpweg en oranjebruine bakstenen | 1941                  | Zanstra, P. Giesen, J. Sijmons, K.                                   | Sloterkade 147-152 Hoofddorpweg 2-8                                                                                                   | 52° 21' 5" NB, 4° 51' 7" OL   | 0363/222024 | Woningen en winkels met holle curve aan de Hoofddorpweg en oranjebruine bakstenen |
| Woonhuizen-winkels                                                                | 1927-1929             | Roodenburgh, J.                                                      | Sloterkade 1-9, Surinameplein 1-31, Surinamestraat 1-11                                                                               | 52° 21' 27" NB, 4° 51' 15" OL | 0363/222009 | Woonhuizen-winkels                                                                |
| Driehoekig industrieel gebouw met forse overstek                                  | 1961                  | Stam M.                                                              | Generaal Vetterstraat 75-77 (Bedrijventerrein Schinkel)                                                                               | 52° 20' 36" NB, 4° 50' 49" OL | 0363/222110 | Driehoekig industrieel gebouw met forse overstek                                  |
| Hillegomschool / Tobiasschool Fragment te zien                                    | 1952-1954             | Dienst der Publieke Werken (Kleinhout, G.H. en Van der Steur, A.J.). | Rietwijkerstraat 55-77 | 52° 20' 58" NB, 4° 50' 50" OL | 0363/222140 | Hillegomschool / TobiasschoolFragment te zien                                     |
| Algemene Protestantse begraafplaats Huis te Vraag                                 | 1891                  | Oosterhuis, P.                                                       | Rijnsburgstraat 51 | 52° 20' 48" NB, 4° 50' 55" OL | 0363/222151 | Algemene Protestantse begraafplaats Huis te Vraag                                 |
| Boerderij (voormalig)                                                             |                       | onbekend                                                             | Rijnsburgstraat 75 | 52° 20' 48" NB, 4° 50' 53" OL | 0363/200433 | Boerderij (voormalig)                                                             |
| Klokkenhof                                                                        | 1962                  | Wegener Sleeswijk, C. Wichers, S.J.S.                                | Surinameplein Haarlemmermeerstraat |                               | 0363/222116 | Meer afbeeldingen                                                                 |

## Stadionbuurt
Gemeentelijke monumenten in de Stadionbuurt (postcode 1076).
| Object                                         | Bouwjaar  | Architect                                    | Locatie | Coördinaten                   | Nr.         | Afbeelding                                     |
| ---------------------------------------------- | --------- | -------------------------------------------- | --- | ----------------------------- | ----------- | ---------------------------------------------- |
| Beelden Van Tuyll van Serooskerken             | 1929-1931 | Rädecker, A.                                 | Achillesstraat 79 en 85 | 52° 20' 42" NB, 4° 51' 53" OL | 0363/200352 | Beelden Van Tuyll van Serooskerken             |
| Parkterrein Van Tuyll van Serooskerkenplein    | 1929-1931 |                                              | Van Tuyll van Serooskerkenplein | 52° 20' 42" NB, 4° 51' 53" OL | 0363/200359 | Upload foto                                    |
| Winkels in verstrakte Amsterdamse School-stijl | 1929-1931 | Rutgers, G.J.                                | Achillesstraat 79, 85-91 | 52° 20' 41" NB, 4° 51' 53" OL | 0363/200061 | Winkels in verstrakte Amsterdamse School-stijl |
| Gebouwd als kleuterschool, nu Balletstudio     | 1932      | Dienst der Publieke Werken (Lubbers, B.A.)   | Agamemnonstraat 44 | 52° 20' 37" NB, 4° 51' 49" OL | 0363/222132 | Gebouwd als kleuterschool, nu Balletstudio     |
| Tripolis                                       | 1992-1994 | Van Eyck, A. Van Eyck, H.                    | Burgerweeshuispad 99-401 |                               | 0363/200903 | Meer afbeeldingen                              |
| School in Amsterdamse School-stijl             | 1924      | Dienst der Publieke Werken (Lansdorp, N.)    | Hygiëaplein 8-10 | 52° 20' 49" NB, 4° 51' 45" OL | 0363/222125 | School in Amsterdamse School-stijl             |
| Willem de Zwijgerkerk                          | 1913      | Kruyswijk, C.                                | Olympiaweg 14 | 52° 20' 58" NB, 4° 51' 47" OL | 0363/222144 | Willem de Zwijgerkerk                          |
| School                                         | 1923      | Roest, E.A.C.                                | Speerstraat 6 | 52° 20' 57" NB, 4° 51' 44" OL | 0363/222127 | School                                         |
| Zuidwijkkapel                                  | 1933-1935 | De Geus, C.                                  | Stadionweg 267-269 | 52° 20' 42" NB, 4° 51' 33" OL | 0363/222146 | Upload foto                                    |
| Blok woonhuizen                                | 1923-1925 | Kuipers, Tj., Ingwersen, A. en Roest, A.E.C. | Amstelveenseweg 215-255, Olympiakade 52-60, Olympiaweg 122-126, Sportstraat 22-74, Stadionweg 322-334, Turnerstraat 2-10 | 52° 20' 47" NB, 4° 51' 29" OL | 0363/222005 | Blok woonhuizen                                |
| Olympia: vijf woonblokken                      | 1925      | Gratama, J.                                  | Marathonweg 1-24 (doorlopend), Olympiakade 14-51 (doorlopend), Olympiaweg 20-92 (even), Theseusstraat 1-20 (doorlopend), Simsonstraat 2-16 (even) en 1-23 (oneven), Sportstraat 2-18 (even) en 1-21 (oneven), Turnerstraat 1-23 (oneven) en 2-10 (even), Speerstraat 2, 4, 8 en 10 | 52° 20' 54" NB, 4° 51' 41" OL | 0363/222149 | Olympia: vijf woonblokken                      |

## Apollobuurt
Gemeentelijke monumenten in de Apollobuurt (postcode 1077).
| Object                                                             | Bouwjaar  | Architect                                       | Locatie | Coördinaten                   | Nr.         | Afbeelding                                                         |
| ------------------------------------------------------------------ | --------- | ----------------------------------------------- | --- | ----------------------------- | ----------- | ------------------------------------------------------------------ |
| De voormalige Hagendoornschool                                     | 1931      | Westerman, A.J.                                 | Anthonie van Dijckstraat 1 | 52° 20' 53" NB, 4° 52' 32" OL | 0363/222131 | De voormalige Hagendoornschool                                     |
| Woonhuis in verstrakte Amsterdamse School-stijl Villa den Tex      | 1927-1928 | den Tex, F.J.A.                                 | Apollolaan 1, Amsterdam | 52° 20' 51" NB, 4° 53' 0" OL  | 0363/222011 | Woonhuis in verstrakte Amsterdamse School-stijl Villa den Tex      |
| Woonhuis in Delftse School-stijl                                   | 1930      | Friedhoff, G.                                   | Apollolaan 119 | 52° 21' 2" NB, 4° 52' 33" OL  | 0363/200045 | Woonhuis in Delftse School-stijl                                   |
| Woonblok                                                           | 1927-1929 | Rutgers, G.J.                                   | Apollolaan 175-185, Raphaëlstraat 2-8, Titiaanstraat 18-22 | 52° 21' 0" NB, 4° 52' 10" OL  | 0363/222015 | Woonblok                                                           |
| Apollohotel                                                        | 1961-1962 | Bodon, A. en Ploeger, J.H.                      | Apollolaan 2 | 52° 20' 55" NB, 4° 53' 7" OL  | 0363/222109 | Apollohotel                                                        |
| Woonhuizen in verstrakte Amsterdamse School-stijl                  | 1927-1929 | Gratama, J.                                     | Mozartkade 1-17 (doorlopend), Apollolaan 20-50 (even) en Stadionweg 2 | 52° 20' 59" NB, 4° 52' 58" OL | 0363/222013 | Woonhuizen in verstrakte Amsterdamse School-stijl                  |
| Winkels met etagewoningen                                          | 1938      | Staal, J.F.                                     | Apollolaan 65-83a, Beethovenstraat 3-9 | 52° 21' 0" NB, 4° 52' 46" OL  | 0363/222022 | Winkels met etagewoningen                                          |
| Woonhuizen in verstrakte Amsterdamse School-stijl                  | 1929-1930 | Rutgers, G.J.                                   | Bachstraat 9-21 (oneven) en 20-26(even), Gerrit van der Veenstraat 4-34 (even) en 13-31(oneven), Händelstraat 1-21 (oneven), Stadionweg 26-36 (even) en Brahmsstraat 2 en 4 | 52° 20' 55" NB, 4° 52' 46" OL | 0363/222010 | Woonhuizen in verstrakte Amsterdamse School-stijl                  |
| Woonhuizen in verstrakte Amsterdamse School-stijl                  | 1929-1930 | Rutgers, G.J.                                   | Stadionweg 38 en Verdistraat 2 en 4 | 52° 20' 52" NB, 4° 52' 51" OL | 0363/222025 | Woonhuizen in verstrakte Amsterdamse School-stijl                  |
| Conservatorium in Amsterdamse School-stijl                         | 1931      | Vorkink, P.                                     | Bachstraat 3-7 | 52° 20' 58" NB, 4° 52' 48" OL | 0363/200601 | Conservatorium in Amsterdamse School-stijl                         |
| Laagbouw met eengezinshuizen met gele steen en erkers              | 1935      | Westerman, A.J.                                 | Botticellistraat 3-33 | 52° 20' 53" NB, 4° 52' 9" OL  | 0363/222020 | Laagbouw met eengezinshuizen met gele steen en erkers              |
| Hervormd Lyceum (Zuid)                                             | 1934      | Petri, J.P.L.                                   | Brahmsstraat 5-7 | 52° 20' 53" NB, 4° 52' 44" OL | 0363/200396 | Meer afbeeldingen                                                  |
| Eerste Montessorischool                                            | 1926      | Dienst der Publieke Werken                      | Corellistraat 1 | 52° 20' 57" NB, 4° 52' 46" OL | 0363/222129 | Eerste Montessorischool                                            |
| Woonhuizen                                                         | 1938      | Staal, J.F.                                     | Bachstraat 2, Corellistraat 2-22 | 52° 20' 59" NB, 4° 52' 44" OL | 0363/222017 | Woonhuizen                                                         |
| Lutherkapel                                                        | 1928-1930 | Rutgers, G.J.                                   | Gerrit van der Veenstraat 36-38 | 52° 20' 56" NB, 4° 52' 46" OL | 0363/222143 | Lutherkapel                                                        |
| Vrijstaande woning                                                 | 1956      | Duintjer, M.F.                                  | Herman Gorterstraat 26 | 52° 20' 46" NB, 4° 52' 56" OL | 0363/200632 | Vrijstaande woning                                                 |
| Woonhuizen in nieuwe zakelijkheid-stijl                            | 1940      | Brouwer, J.                                     | Herman Heijermansweg 3-7 | 52° 20' 49" NB, 4° 53' 8" OL  | 0363/222018 | Woonhuizen in nieuwe zakelijkheid-stijl                            |
| Woonhuizen in nieuwe zakelijkheid-stijl                            | 1940      | Brouwer, J.                                     | Herman Heijermansweg 9-11 |                               | 0363/222098 | Woonhuizen in nieuwe zakelijkheid-stijl                            |
| School: oorspr. Christelijke HBS-A, nu Ignatiusgymnasium           | 1954-1956 | De Geus, C., Van der Bom, C. en Ingwersen, J.B. | Adama van Scheltemaplein 1, Jan van Eijckstraat 47 | 52° 20' 59" NB, 4° 52' 26" OL | 0363/222130 | Meer afbeeldingen                                                  |
| Woonblok                                                           | 1932-1934 | Zietsma, J. en Blaauw, C.J.                     | Minervalaan 69-83 (oneven) en 70-84 (even) | 52° 20' 44" NB, 4° 52' 23" OL | 0363/222021 | Woonblok                                                           |
| Blok woonhuizen                                                    | 1935-1959 | Blaauw, C.J., Rutgers, G.J. en Göbel, L.        | Minervaplein 10-48 (even) en 19-43 (oneven), Stadionweg 69-75 en 91-97 (oneven) en 174-184 (even), Tintorettostraat 3-7 (oneven), Michelangelostraat 66 en 67-73 (oneven), Milletstraat 10 en 12, Minervalaan 64-68 (even) en 63-(oneven), Rubensstraat 66-68B (even) en 71 en Murillostraat 10-14 (even) | 52° 20' 49" NB, 4° 52' 16" OL | 0363/222001 | Blok woonhuizen                                                    |
| Villa                                                              | 1954      | mogelijk Vessen                                 | Muzenplein 9 | 52° 20' 50" NB, 4° 53' 4" OL  | 0363/222112 | Villa                                                              |
| Aeneas Mackayschool                                                | 1926      | Kruyswijk, C.                                   | Titiaanstraat 24 | 52° 20' 59" NB, 4° 52' 8" OL  | 0363/222133 | Aeneas Mackayschool                                                |
| Muzenhof                                                           | 1938/1939 | Berghoef, J.F.                                  | Beethovenstraat 84-96, Cliostraat 3-73, Minervaplein 9-15, Stadionweg 104-162 | 52° 20' 50" NB, 4° 52' 36" OL | 0363/200602 | Muzenhof                                                           |
| Etagewoningen en woonhuizen in verstrakte Amsterdamse School-stijl | 1928      | Warners, F.A.                                   | Gerrit van der Veenstraat 126-130, Leonardostraat 2-10, Titiaanstraat 29-33 | 52° 20' 56" NB, 4° 52' 4" OL  | 0363/200049 | Etagewoningen en woonhuizen in verstrakte Amsterdamse School-stijl |
| Etagewoningen en woonhuizen in verstrakte Amsterdamse School-stijl | 1928      | Warners, F.A.                                   | Olympiaplein 11-29 (oneven), Gerrit van der Veenstraat 132 en 134 en Titiaanstraat 35 | 52° 20' 56" NB, 4° 52' 4" OL  | 0363/222150 | Etagewoningen en woonhuizen in verstrakte Amsterdamse School-stijl |
| Etagewoningen boven winkels                                        | 1938      | Roodenburgh, J.                                 | Parnassusweg 1-37 (oneven) en 8-38 (even), Olympiaplein 107-133 (oneven) en 152-176 (even), Stadionkade 67-78 (doorlopend) en Watteaustraat 2 | 52° 20' 47" NB, 4° 52' 4" OL  | 0363/222004 | Etagewoningen boven winkels                                        |
| First Church of Christ Scientist                                   | 1937      | Friedhoff, G.                                   | Richard Wagnerstraat 32-34 |                               | 0363/200924 | Meer afbeeldingen                                                  |

## Rivierenbuurt
Gemeentelijke monumenten in de  Rivierenbuurt (postcodes 1078-1079).
| Object | Bouwjaar  | Architect                                    | Locatie | Coördinaten                   | Nr.         | Afbeelding |
| --- | --------- | -------------------------------------------- | --- | ----------------------------- | ----------- | --- |
| Etagewoningen in expressieve Amsterdamse School-stijl                                                              | 1923      | Lammers, Th.J.                               | Amsteldijk 108-123 (doorlopend), Amstelkade 1 en 2 en Uithoornstraat 2 en 4 | 52° 20' 55" NB, 4° 54' 36" OL | 0363/222244 | Etagewoningen in expressieve Amsterdamse School-stijl                                                              |
| Etagewoningen en winkels in verstrakte Amsterdamse School-stijl                                                    | 1922-1923 | Heineke, D. en Kuipers, E.J.                 | Vrijheidslaan 1-8 (doorlopend), Amsteldijk 124-142 (doorlopend) en Waverstraat 2 | 52° 20' 51" NB, 4° 54' 39" OL | 0363/222241 | Etagewoningen en winkels in verstrakte Amsterdamse School-stijl                                                    |
| Botenhuis Nereus                                                                                                   | 1953      | Van der Linden, J.                           | Amsteldijk 130a | 52° 20' 54" NB, 4° 54' 40" OL | 0363/222217 | Meer afbeeldingen                                                                                                  |
| Etagewoningen en winkels in expressieve Amsterdamse School-stijl                                                   | 1923-1925 | Rutgers, G.J.                                | Amstelkade 28-31 (doorlopend), Vechtstraat 2 en 4, Rijnstraat 4 | 52° 20' 56" NB, 4° 54' 18" OL | 0363/200024 | Upload foto |
| Etagewoningen en winkels in expressieve Amsterdamse School-stijl                                                   | 1923-1925 | Rutgers, G.J.                                | Amstelkade 32-38 (doorlopend), Rijnstraat 1-9 (oneven) en Berkelstraat 1 |                               | 0363/222202 | Upload foto |
| Etagewoningen en winkels in verstrakte Amsterdamse School-stijl                                                    | 1921-1922 | Greiner, D.                                  | Rijnstraat 24-30 |                               | 0363/200877 | Upload foto |
| Etagewoningen en winkels in verstrakte Amsterdamse School-stijl                                                    | 1923      | Boterenbrood, J.G.                           | Rijnstraat 36-54 |                               | 0363/200093 | Upload foto |
| Etagewoningen in expressieve Amsterdamse School-stijl                                                              | 1921-1922 | Boterenbrood, J.G.                           | IJselstraat 1-7, Rijnstraat 32-34 |                               | 0363/200009 | Upload foto |
| Etagewoningen in expressieve Amsterdamse School-stijl                                                              | 1921-1922 | Boterenbrood, J.G.                           | IJselstraat 2-8, Rijnstraat 30 |                               | 0363/200876 | Upload foto |
| Etagewoningen in expressieve Amsterdamse School-stijl                                                              | 1922      | Wijdeveld, H.Th.                             | Holendrechtstraat 2-8 (even), Amstelkade 6-11 (doorlopend) en Borssenburgstraat 2-10 (even) | 52° 20' 58" NB, 4° 54' 30" OL | 0363/222247 | Etagewoningen in expressieve Amsterdamse School-stijl                                                              |
| Etagewoningen en winkels in expressieve Amsterdamse School-stijl                                                   | 1922-1923 | Lansdorp, N.                                 | Borssenburgstraat 1-19 (oneven), Holendrechtstraat 12-40 (even) en Meerhuizenstraat 2-8 (even) | 52° 20' 56" NB, 4° 54' 30" OL | 0363/222203 | Etagewoningen en winkels in expressieve Amsterdamse School-stijl                                                   |
| Etagewoningen en winkels in expressieve Amsterdamse School-stijl                                                   | 1922-1923 | Lansdorp, N.                                 | Borssenburgstraat 27-35 (oneven), Vechtstraat 9-47 (oneven) en Meerhuizenstraat 26-34 (even) | 52° 20' 55" NB, 4° 54' 21" OL | 0363/222204 | Upload foto |
| Etagewoningen in verstrakte Amsterdamse School-stijl                                                               | 1927-1929 | Rutgers, G.J.                                | Amstelkade 145-165 (doorlopend), Churchill-laan 140-260 (even), Scheldestraat 1-21 (oneven) en 2-26 (even) en Sloestraat 1-15 (oneven) | 52° 20' 50" NB, 4° 53' 36" OL | 0363/222207 | Etagewoningen in verstrakte Amsterdamse School-stijl                                                               |
| Etagewoningen in verstrakte Amsterdamse School-stijl                                                               | 1927-1928 | Franswa, J.J.B.                              | Deurloostraat 115-129 (oneven), Haringvlietstraat 15-19 (oneven) en Krammerstraat 2-8 (even) | 52° 20' 47" NB, 4° 53' 14" OL | 0363/222210 | Upload foto |
| Gabriëlkerk. Kerk in traditioneel bouwen met invloed van De Stijl                                                  | 1928-1929 | Van Anrooy, H.A.                             | Deurloostraat 17 | 52° 20' 46" NB, 4° 53' 38" OL | 0363/222219 | Upload foto |
| Zuiderschool | 1930      | Roobol, G.A.                                 | Geulstraat 9 | 52° 20' 41" NB, 4° 53' 38" OL | 0363/222225 | Upload foto |
| Dubbel woonhuis | 1953-1955 | Pot, J. en Pot-Keegstra, J.                  | Haringvlietstraat 12-14 | 52° 20' 46" NB, 4° 53' 11" OL | 0363/222213 | Upload foto |
| Woonhuizen in Verstrakte Amsterdamse School-stijl                                                                  | 1928-1931 | Rutgers, G.J.                                | Haringvlietstraat 2-4 | 52° 20' 49" NB, 4° 53' 12" OL | 0363/222208 | Upload foto |
| Woonhuizen in Late Amsterdamse School-stijl met invloeden van de Engelse landhuisarchitectuur                      | 1928-1930 | Rutgers, G.J.                                | Haringvlietstraat 6-10 | 52° 20' 47" NB, 4° 53' 11" OL | 0363/222209 | Woonhuizen in Late Amsterdamse School-stijl met invloeden van de Engelse landhuisarchitectuur                      |
| Etagewoningen in expressieve Amsterdamse School-stijl                                                              | 1921-1922 | Staal-Kropholler, M.                         | Holendrechtstraat 1-21 en 37-47 (oneven), Amstelkade 3-5 (doorlopend) en Uithoornstraat 6 | 52° 20' 55" NB, 4° 54' 34" OL | 0363/222246 | Etagewoningen in expressieve Amsterdamse School-stijl                                                              |
| Etagewoningen in expressieve Amsterdamse School-stijl                                                              | 1921-1922 | Staal-Kropholler, M.                         | Holendrechtstraat 23-35 (oneven) | 52° 20' 55" NB, 4° 54' 34" OL | 0363/200441 | Upload foto |
| Vondelschool: gebouwd in Amsterdamse School-stijl                                                                  | 1927      | Dienst der Publieke Werken                   | Jekerstraat 84-86 | 52° 20' 46" NB, 4° 53' 47" OL | 0363/222228 | Meer afbeeldingen                                                                                                  |
| Etagewoningen en winkels in expressieve Amsterdamse School-stijl                                                   | 1921-1923 | Kruyswijk, C.                                | Borssenburgstraat 21-25 (oneven), Borssenburgplein 14 en 16, Meerhuizenstraat 20-24 (even), Korte Meerhuizenstraat 2-16 (even) en Meerhuizenplein 12                                                                                               | 52° 20' 54" NB, 4° 54' 24" OL | 0363/222205 | Upload foto |
| Scholencomplex in expressieve Amsterdamse School-stijl                                                             | 1925-1926 | Dienst der Publieke Werken                   | Meerhuizenplein 4 | 52° 20' 53" NB, 4° 54' 28" OL | 0363/222226 | Scholencomplex in expressieve Amsterdamse School-stijl                                                             |
| Anne Frankschool: gebouwd in overgangsarchitectuur                                                                 | 1933-1934 | Dienst der Publieke Werken (Hulshoff, A.R.)  | Niersstraat 41-43 | 52° 20' 34" NB, 4° 53' 38" OL | 0363/222227 | Anne Frankschool: gebouwd in overgangsarchitectuur                                                                 |
| Winkelgalerij en etagewoningen in verstrakte Amsterdamse School-stijl                                              | 1923-1924 | Kruyswijk, C.                                | Vrijheidslaan 90-101 (doorlopend), Victorieplein 1-6 (doorlopend) en Rijnstraat 56-62 (even) | 52° 20' 48" NB, 4° 54' 16" OL | 0363/222245 | Winkelgalerij en etagewoningen in verstrakte Amsterdamse School-stijl                                              |
| Etagewoningen, appartementen in expressieve Amsterdamse School-stijl                                               | 1921-1923 | Zietsma, J. en Lammers, Th.J.                | Vrijheidslaan 54-78, Vechtstraat 61 | 52° 20' 49" NB, 4° 54' 25" OL | 0363/200022 | Upload foto |
| Etagewoningen en winkels in expressieve Amsterdamse School-stijl                                                   | 1921-1922 | Zietsma, J. en Lammers, Th.J.                | Vrijheidslaan 80-88 (even), Vechtstraat 58 en Rijnstraat 59 en 59A | 52° 20' 48" NB, 4° 54' 21" OL | 0363/222243 | Upload foto |
| Etagewoningen | 1924      | Loogman, G.A.M                               | Amstelkade 95-105, Churchill-laan 110-132, Maasstraat 1-23, Slingerbeekstraat 2-28 | 52° 20' 52" NB, 4° 53' 46" OL | 0363/200032 | Etagewoningen |
| Etagewoningen in verstrakte Amsterdamse School-stijl                                                               | 1928-1929 | Van der Mey, J.M. en Z. Gulden, M. Geldmaker | Biesboschstraat 1-21 (oneven) en 8-30 (even), Jekerstraat 1-19 (oneven), Merwedeplein 53-62 (doorlopend) en Roerstraat 4-22 (even) | 52° 20' 43" NB, 4° 53' 56" OL | 0363/222212 | Etagewoningen in verstrakte Amsterdamse School-stijl                                                               |
| Etagewoningen en winkels in door het functionalisme beïnvloede baksteenarchitectuur (afgebeeld Victorieplein)      | 1930      | Staal, J.F.                                  | Churchill-laan 1-39 (oneven), Rooseveltlaan 6-62 (even), Merwedeplein 1-52 (doorlopend), Victorieplein 37-43 (oneven) en 46 -52 (even), Deltastraat 1A, 1B, 3-15 (oneven) en 2A, 2B, 4-16 (even) en Waalstraat 23-53 (oneven)                      | 52° 20' 47" NB, 4° 54' 4" OL  | 0363/222240 | Etagewoningen en winkels in door het functionalisme beïnvloede baksteenarchitectuur (afgebeeld Victorieplein)      |
| Zorgvliedbrug (brug 424), over Kleine Wetering                                                                     | 1921      | Kramer, P.L.                                 | Amsteldijk (bij 271) | 52° 20' 10" NB, 4° 54' 22" OL | 0363/200887 | Meer afbeeldingen                                                                                                  |
| Machinistenwoning                                                                                                  | 1921      | Dienst der Publieke Werken                   | Amsteldijk 271 | 52° 20' 9" NB, 4° 54' 20" OL  | 0363/200883 | Machinistenwoning                                                                                                  |
| Gemaal Stadwijck                                                                                                   | 1921      | Westerman, A.J.                              | Amsteldijk 272 | 52° 20' 9" NB, 4° 54' 19" OL  | 0363/200882 | Gemaal Stadwijck                                                                                                   |
| Zorgvliedsluis en sluiswachterswoning                                                                              | 1921      | Dienst der Publieke Werken                   | Zuidelijke Wandelweg 25 | 52° 20' 13" NB, 4° 54' 11" OL | 0363/200884 | Zorgvliedsluis en sluiswachterswoning                                                                              |
| Maranathakerk | 1955      | Groenewegen, J.H., Mieras, H., Rutgers, G.J. | Hunzestraat 85-89 en Kuinderstraat 10-14 | 52° 20' 33" NB, 4° 54' 19" OL | 0363/222233 | Meer afbeeldingen                                                                                                  |
| Arbeiderswoningen in eclecticisme-stijl                                                                            | 1898      | Vis, J.                                      | Trompenburgstraat 21-43 | 52° 20' 37" NB, 4° 54' 42" OL | 0363/222211 | Arbeiderswoningen in eclecticisme-stijl                                                                            |
| Etagewoningen in op Berlage en De Bazel geïnspireerde architectuur                                                 | 1912-1915 | Gulden, Z. en Geldmaker, M.                  | Trompenburgstraat 45-95 | 52° 20' 39" NB, 4° 54' 35" OL | 0363/222201 | Etagewoningen in op Berlage en De Bazel geïnspireerde architectuur                                                 |
| Schoolgebouw met 7 lokalen uit de wederopbouwperiode van Fins hout                                                 | 1949      | Dienst der Publieke Werken                   | Uiterwaardenstraat 60a | 52° 20' 38" NB, 4° 54' 36" OL | 0363/222231 | Upload foto |
| Etagewoningen, winkel en café in expressieve Amsterdamse School-stijl                                              | 1922-1923 | Kramer, P.L., Marnette, P.L.                 | Kromme-Mijdrechtstraat 11-15, Vrijheidslaan 9-43 | 52° 20' 46" NB, 4° 54' 26" OL | 0363/200018 | Etagewoningen, winkel en café in expressieve Amsterdamse School-stijl                                              |
| Etagewoningen, winkel en café in expressieve Amsterdamse School-stijl                                              | 1922-1923 | Kramer, P.L., Marnette, P.L.                 | Kromme-Mijdrechtstraat 6-10, Vrijheidslaan 45-51 | 52° 20' 47" NB, 4° 54' 30" OL | 0363/200438 | Upload foto |
| Etagewoningen, winkel en café in expressieve Amsterdamse School-stijl                                              | 1922-1923 | Marnette, P.L.                               | Vechtstraat 63, Vrijheidslaan 53-77 |                               | 0363/222242 | Upload foto |
| Vm. dr Aletta Jacobsschool en vm. prof. H.G. Gunningschool                                                         | 1954      | Dienst der Publieke Werken                   | Lekstraat 35-37, Winterdijkstraat 10 |                               | 0363/222229 | Upload foto |
| Vrijstaand woonhuis                                                                                                | 1969-1970 | Salomonson, H.                               | Zuidelijke Wandelweg 37 | 52° 20' 16" NB, 4° 54' 5" OL  | 0363/222301 | Upload foto |
| Maarten Luther Kerk                                                                                                | 1936-1938 | Jantzen, F.B.                                | Dintelstraat 134, Uiterwaardenstraat 279-283 |                               | 0363/222315 | Upload foto |
| Etagewoningen en winkels in eclectische stijl jaren '30, naast traditionele elementen ook invloeden functionalisme | 1931-1934 | Baanders, H.A.J. en Baanders, J.             | Rooseveltlaan 69-213 (oneven), Uiterwaardenstraat 282 en 284 en Maasstraat 135-151 (oneven) en 146-156 (even) Afgebeeld Rooseveltlaan 191-213 | 52° 20' 33" NB, 4° 53' 50" OL | 0363/222206 | Etagewoningen en winkels in eclectische stijl jaren '30, naast traditionele elementen ook invloeden functionalisme |
| Amstelhof | 1952      | Berghoef, J.F.                               | President Kennedylaan 681-921 (oneven), Baroniestraat 5-23 (oneven), Graafschapstraat 3-17 (oneven), Montferlandstraat 1-16 (doorlopend), Sallandstraat 1-16 (doorlopend), Veluwelaan 2-18 (doorlopend), Stichtstraat 2-16 (even) en 1-23 (oneven) | 52° 20' 24" NB, 4° 53' 52" OL | 0363/222216 | Amstelhof |

## Prinses Irenebuurt
Gemeentelijke monumenten in de Prinses Irenebuurt (postcodes 1076-1077).
| Object                                            | Bouwjaar    | Architect                  | Locatie                   | Coördinaten                   | Nr.         | Afbeelding                                       |
| ------------------------------------------------- | ----------- | -------------------------- | ------------------------- | ----------------------------- | ----------- | ------------------------------------------------ |
| Gerrit Rietveld Academie                          | 1966        | Rietveld, G.               | Fred. Roeskestraat 96     | 52° 20' 31" NB, 4° 51' 35" OL | 0363/200479 | Gerrit Rietveld Academie                         |
| Spinozalyceum                                     | 1957        | Dienst der Publieke Werken | Peter van Anrooystraat 8  | 52° 20' 34" NB, 4° 51' 57" OL | 0363/200551 | Spinozalyceum                                    |
| Flatgebouw Parkhove                               | 1956        | Warners, A.                | Beethovenstraat 149-155   | 52° 20' 34" NB, 4° 52' 39" OL | 0363/222303 | Flatgebouw Parkhove                              |
| Flatgebouw Roossenhof                             | 1954-1956   | Greiner, D.                | Cornelis Dopperkade 7-12  | 52° 20' 39" NB, 4° 52' 33" OL | 0363/222304 | Flatgebouw Roossenhof                            |
| Sint-Nicolaasklooster en kapel klooster afgebeeld | 1962        | Peters, T. Spängberg, B.   | Prinses Irenestraat 19    | 52° 20' 30" NB, 4° 52' 50" OL | 0363/222306 | Sint-Nicolaasklooster en kapelklooster afgebeeld |
| Beatrixpark                                       | 1938        | Mulder, J.H.               |                           | 52° 20' 35" NB, 4° 52' 49" OL | 0363/200535 | Upload foto                                      |
| Thomaskerk                                        | 1964 – 1966 | Sijmons Dzn., K.L.         | Prinses Irenestraat 34-36 | 52° 20' 31" NB, 4° 52' 30" OL | 0363/222222 | Thomaskerk                                       |
| Rechtbank Amsterdam                               | 1972-1975   | Loerakker, B.              | Parnassusweg 220          | 52° 20' 27" NB, 4° 52' 4" OL  | 0363/222302 | Rechtbank Amsterdam                              |

## Buitenveldert
Gemeentelijke monumenten in  Buitenveldert (postcodes 1081-1083).
| Object                                       | Bouwjaar  | Architect                            | Locatie                                    | Coördinaten                   | Nr.         | Afbeelding  |
| -------------------------------------------- | --------- | ------------------------------------ | ------------------------------------------ | ----------------------------- | ----------- | ----------- |
| Andrieskerk                                  | 1971      | Hupkes, H.W.M.                       | A.J. Ernststraat 869 / Buitenveldertselaan | 52° 19' 55" NB, 4° 52' 5" OL  | 0363/222218 | Andrieskerk |
| Turmacgebouw                                 | 1966      | Salomonson, H.                       | Antonio Vivaldistraat 2-8                  | 52° 20' 6" NB, 4° 53' 6" OL   | 0363/222314 | Upload foto |
| Vrijstaande dokterswoning met praktijkruimte | 1967      | Ingwersen, J.B.                      | Herinkhave 19                              | 52° 19' 50" NB, 4° 51' 32" OL | 0363/222314 | Upload foto |
| Schenkkanhuis                                | 1966      | Rietveld, G.                         | Weldam 10                                  | 52° 19' 52" NB, 4° 51' 38" OL | 0363/222310 | Upload foto |
| Paviljoen Buitenveldert                      | 1966-1967 | Rietveld, G.                         | Van der Boechorststraat 26, Weldam 1-3     | 52° 19' 55" NB, 4° 51' 41" OL | 0363/200895 | Upload foto |
| Patiowoningen                                | 1972      | Nielsen, Chr. H. en Spruit, J.H.Chr. | Van der Boechorststraat 28-34, Weldam 5-11 | 52° 19' 53" NB, 4° 51' 41" OL | 0363/222311 | Upload foto |
| Woonhuis                                     |           | onbekend                             | Daelenbroek 1                              | 52° 19' 24" NB, 4° 52' 49" OL | 0363/222306 | Upload foto |
| Pinksterkerk                                 | 1965      | Duintjer, M.F.                       | Van Boshuizenstraat 652                    | 52° 19' 30" NB, 4° 52' 16" OL | 0363/222221 | Upload foto |
| Villa                                        | 1955      | Duintjer, M.                         | Europaboulevard 55                         | 52° 19' 28" NB, 4° 53' 26" OL | 0363/222305 | Villa       |